# Phymatolithon investiens
Phymatolithon investiens (Foslie) Foslie, 1905  é o nome botânico  de uma espécie de algas vermelhas  pluricelulares do gênero Phymatolithon, subfamília Melobesioideae.
- São algas marinhas encontradas na Escandinávia.

## Sinonímia
= Lithophyllum zonatum    Foslie, 1890
= Lithothamnion investiens    Foslie, 1895
= Lithothamnion ocellatum    Foslie, 1895
= Lithothamnion glaciale f. torosum    Foslie, 1895
= Lithothamnion investiens f. torosum    (Foslie) Foslie, 1900
= Phymatolithon investiens f. ocellatum    (Foslie) Foslie, 1905
= Phymatolithon investiens f. torosum    (Foslie) Foslie, 1905